# District historique d'Olympic National Park Headquarters
Le district historique d'Olympic National Park Headquarters – ou Olympic National Park Headquarters Historic District en anglais – est un district historique américain situé à Port Angeles, dans le comté de Clallam, dans l'État de Washington. Protégé au sein du parc national Olympique, cet ensemble architectural employant le style rustique du National Park Service est inscrit au Registre national des lieux historiques depuis le 13 juillet 2007.